# Marie Delcourt
Marie Clarisse Marguerite Émilie Henriette Delcourt (Elsene, 18 november 1891 - Luik, 11 februari 1979) was een Belgische klassiek filologe en een historica, gespecialiseerd in antieke religies en het humanisme. Zij was een feministe en eveneens de eerste vrouw die doceerde aan de Université de Liège. 

## Levensloop
Delcourt werd geboren te Elsene omdat haar vader, een officier bij de infanterie afkomstig uit Bouillon, op het moment van haar geboorte gekazerneerd was in Brussel. Haar moeder was afkomstig uit Aarlen, en het was daar dat zij haar jeugdjaren doorbracht. In het middelbaar onderwijs kreeg zij belangstelling voor de Klassieke talen. Omdat op dat moment geen enkele meisjesschool de juiste voorbereiding voorzag om de universitaire studies aan te vatten behaalde Delcourt na haar middelbare studies eveneens het diploma Grieks-Latijn voor de Middenjury te Brussel.
Vanaf 1911 studeerde ze Klassieke filologie aan de Luikse universiteit en kreeg er les van onder anderen Jean-Pierre Waltzing bij wie ze eveneens het sanskriet aanleerde. Haar studies werden onderbroken door de Eerste Wereldoorlog waarbij haar vader, op dat moment luitenant-kolonel werd gedood in een vuurgevecht aan de IJzer te Keiem. Ze werd lid van de inlichtingendienst Dame Blanche. In 1919 behaalde ze het doctoraat in de Klassieke filologie. Daarna studeerde ze nog twee jaar verder aan de École pratique des hautes études van de Sorbonne te Parijs en kreeg er les van onder anderen Louis Havet, Paul Mazon en Abel Lefranc. Nadien ondernam ze nog studiereizen naar Italië, Sicilië en Griekenland.
Delcourt startte haar carrière in 1922 aan het Institut supérieure des Demoiselles (het latere Lycée Léonie de Waha) te Luik waar ze Grieks onderwees aan de retoricaleerlingen. 
Tegelijkertijd deed ze opzoekingswerk op het gebied van de Attische tragedie en het Romeinse antieke drama dat uitmondde in een aantal publicaties. Haar eerste werk Étude sur les traductions des tragiques grecs et latins en France depuis la Renaissance werd in 1925 gepubliceerd door de Koninklijke Academie van België. Zij bestudeerde eveneens het humanisme en in het bijzonder Erasmus en Thomas More. Een ander zwaartepunt in haar onderzoekswerk waren de Griekse mythologie (vooral de mythen rond Oedipus) en de cultusbeleving.
De kwaliteit van haar publicaties openden de deuren van de universiteit. Vanaf 1929 onderwees ze eveneens een vrije cursus Geschiedenis van het humanisme aan de Luikse universiteit. Het was de eerste cursus van deze specialiteit die in België werd ingericht. Deze cursus zorgde ervoor dat er een Luikse School over de geschiedenis van het humanisme ontstond. 
Het jaar nadien werd zij docente aan de universiteit. Zij gaf er cursussen over de Antieke literatuurgeschiedenis en Speciale Griekse en Latijnse methodologie en was daarmee de eerste vrouw die er les gaf. Nadat ze in 1942 benoemd was tot hoogleraar, verliet Delcourt het meisjeslyceum. Zij ging op emeritaat in 1961.
Vanaf de jaren 1920 was Delcourt lid van de bestuursraad van de Union des femmes de Wallonie die onder leiding stond van Léonie de Waha. Voor het tijdschrift van de vereniging schreef ze talloze artikel, vooral in de periode 1930-1935 en meer speciaal over het recht op werk voor de vrouw.
Delcourt huwde in 1932 met de Luikse letterkundige Alexis Curvers waardoor ze vele ontmoetingen had met schrijvers, dichters en kunstenaars. Samen met haar echtgenoot nam ze deel aan regelmatige bijeenkomsten van Duitse en Franse intellectuelen die georganiseerd werden door Émile Mayrisch, directeur van het staalbedrijf ARBED, en zijn echtgenote, de schrijfster Aline de Saint-Hubert in het kasteel Colpach in het Groothertogdom Luxemburg. Met deze laatste had Delcourt in de periode 1923 tot 1946 een uitgebreide briefwisseling. Deze werd in 2009 uitgegeven door de Cercle des Amis de Colpach.
In Aarlen en buurgemeente Messancy is telkens een straat naar haar vernoemd.

## Werken (selectie)
Oudheidkunde
- La vie d’Euripide, Parijs, 1930. Heruitgegeven te Brussel, 2004, in de collectie Espace Nord
- Eschyle, Parijs, 1934
- Thomas More, œuvres choisies, Parijs, 1936
- Stérilités mystérieuses et naissances maléfiques dans l'antiquité classique, Parijs, 1938 (opgedragen aan Franz Cumont)
- Périclès, Éd. Gallimard, Parijs, 1939 (Vijfjaarlijkse prijs voor het essay van de Franse Gemeenschap van België (1940))
- Légendes et cultes de héros en Grèce, Parijs, 1942
- Œdipe ou la légende du conquérant, Liége, Faculté de Philosophie et Lettres, 1944. Met Conrad Stein. Heruitgegeven, Parijs, 1981
- Les grands sanctuaires de la Grèce, Parijs, 1947
- L'oracle de Delphes, Parijs, 1955. Heruitgegeven, Parijs, 1981
- Héphaistos ou la légende du magicien, Parijs, 1957
- Hermaphrodite, mythes et rites de la bisexualité dans l'antiquité classique, Parijs, 1958. Geïllustreerd door Augusta Berbuto. Heruitgegeven, 1992
- Images de Grèce, Brussel, 1943. Heruitgegeven te Namen, 1959
- Oreste et Alcméon. Étude sur la projection légendaire du matricide en Grèce, Parijs, 1959
- Pyrrhus et Pyrrha. Recherches sur les valeurs du feu dans les légendes helléniques, Parijs 1965

Geschiedenis van het humanisme
- Érasme, Brussel, 1944. Heruitgegeven, Brussel, 1986

Vertalingen
- Tragiques Grecs. Euripide, Parijs, 1962. Heruitgegeven, Parijs, 1988
- Thomas More. L'Utopie, Brussel, 1966
- La correspondance d’Érasme, Collectief, delen III, X, XII, Brussel, 1967-1982

Varia
- Étude sur les traductions des tragiques grecs et latins en France depuis la Renaissance, Bruxelles, Lamertin, 1925
- La tradition des comiques anciens en France avant Molière, Liège, 1934
- Jean Schlumberger, essai critique, Parijs, 1945
- Méthode de cuisine à l'usage des personnes intelligentes, Parijs-Brussel, 1947. Heruitgegeven, Luik, 1985. Vertaald als: Methodisch kookboek, Brussel, Electa, 1947
- Edgar Scauflaire, Antwerpen, De Sikkel, 1952. Tezamen met Alexis Curvers